# モアシール・バルボーザ
モアシール・バルボーザ・ナシメント（Roque Gastón Máspoli Arbelvide, 1921年3月7日 - 2000年4月7日）は、ブラジル・カンピーナス出身の元サッカー選手である。ポジションはゴールキーパー。

## 経歴
1950 FIFAワールドカップのマラカナンの悲劇におけるブラジル代表のGKであり、敗戦の責任を生涯にわたって非難され続けた。
一方CRヴァスコ・ダ・ガマでは1948年のカンペオナート・スダメリカーノ・デ・カンペオネスで優勝を果たした。
2000年4月7日に心臓発作で亡くなった。